# Деша Поланко
Деша Йолейн Поланко (англ. Dascha Yolaine Polanco; нар. 3 грудня 1982, Домініканська Республіка) — американська акторка і танцюристка, відома роллю Даянари Діаз у комедійно-драматичному серіалі «Помаранчевий — хіт сезону».

## Біографія
Деша Поланко народилася в Домініканській Республіці в родині професійного механіка та косметологині. Малою вона переїхала до США. Її дитинство проходило в Маямі та Брукліні. У неї є брат та сестра.
Освіту здобула в галузі психології. Крім того, працювала менеджеркою в лікарні Бронкса, вивчаючи сестринську справу. При цьому постійно займалася акторською майстерністю й професійно опанувала її в BIH Studios, Нью-Йорк.

## Кар'єра
Після двох епізодичних появ у телесеріалах «Незабутнє» та «Нью-Йорк 22» Деша Поланко проходить кастинг на роль ув'язненої Даянари Діаз в серіал «Помаранчевий — хіт сезону». Після двох сезонів її підвищили до основного акторського складу. За участь у серіалі акторка отримала нагороду ALMA, а також разом з колегами по знімальному майданчику тричі ставала лауреаткою премії Гільдії кіноакторів США в категорії «Найкращий акторський склад у комедійному серіалі».
У 2013 році Поланко дебютує як кіноакторка: виходить незалежна стрічка «Подаруй мені притулок». У ній акторка виконала роль матері-одиначки з психічними розладами, яка жила в релігійному притулку. Наступного року вийшла в прокат драмедія «Чоботар», в якій вона зіграла подружку Леона Лудлоу (Method Man).
У березні 2015 було оголошено, що Поланко приєдналась до акторського складу американського драматичного фільму «Джой». У стрічці вона була найкращою подругою головної героїні Джой Мангано (Дженніфер Лоренс). У романтичній комедії 2016 року «Ідеальний вибір» акторка зіграла Прессі.
У травні 2016 стало відомо, що Поланко отримала головну жіночу роль у фільмі «iCreep».

## Особисте життя
У 18 років Поланко народила доньку, яку змушена була виховувати сама без допомоги матері, яка померла в 46. Через два роки вона народжує ще одну дитину, а через певний час третю. 
Була 6 років заручена зі своїм хлопцем, але вони розійшлися.

## Фільмографія
| Рік       |   | Українська назва            | Оригінальна назва       | Роль          |
| --------- | - | --------------------------- | ----------------------- | ------------- |
| 2011      | с | Незабутнє                   | Unforgettable           | Естелла       |
| 2012      | с | Нью-Йорк 22                 | NYC 22                  | фанатка       |
| 2013      | ф | Подаруй мені притулок       | Gimme Shelter           | Кармел        |
| 2013—2017 | с | «Помаранчевий — хіт сезону» | Orange Is the New Black | Даянара Діаз  |
| 2014      | ф | Чоботар                     | The Cobbler             | Мейсі         |
| 2015      | ф | Джой                        | Joy                     | Джекі         |
| 2016      | ф | Ідеальний вибір             | The Perfect Match       | Прессі        |
| 2018      | ф |                             | iCreep                  | Жана          |
| 2022      | ф | Самаритянин                 | Samaritan               | Тіффані Клірі |